# McGregor (Texas)
McGregor település az Amerikai Egyesült Államok Texas államában, McLennan és Coryell megyében. Lakosainak száma 5321 fő (2020. április 1.).

## Közlekedés

### Vasút
A települést napi egy pár Texas Eagle néven futó Amtrak távolsági vonatjárat érinti.

## Népesség
| 2010 | 4 987 |
| 2020 | 5 321 |